# Каппони, Луиджи (кардинал)
Луиджи Каппони (итал. Luigi Capponi; 1583, Флоренция, Великое герцогство Тосканское — 7 апреля 1659, Рим, Папская область) — итальянский куриальный кардинал. Генеральный казначей Апостольской Палаты с 1 апреля 1605 по 24 ноября 1608. Апостольский легат в Болонье с 27 августа 1614 по 17 ноября 1619. Архиепископ Равенны с 3 марта 1621 по 18 сентября 1645. Префект Священной Конгрегации обрядов с 19 февраля 1645 по 29 апреля 1652. Библиотекарь Святой Римской Церкви и архивариус Святой Римской Церкви с 4 августа 1649 по 7 апреля 1659. Кардинал-дьякон с 24 ноября 1608, с титулярной диаконией Сант-Агата-алла-Субурра с 10 декабря 1608 по 13 января 1620. Кардинал-дьякон с титулярной диаконией Сант-Анджело-ин-Пескерия с 13 января 1620 по 5 мая 1621. Кардинал-священник с титулярной диаконией pro hac vice Сант-Анджело-ин-Пескерия с 19 апреля по 5 мая 1621. Кардинал-священник с титулом церкви Сан-Карло-ай-Катинари с 5 мая 1621 по 2 мая 1622. Кардинал-священник с титулом церкви Сан-Пьетро-ин-Винколи с 2 мая 1622 по 20 августа 1629. Кардинал-священник с титулом церкви Сан-Лоренцо-ин-Лучина с 20 августа 1629 по 7 апреля 1659. Кардинал-протопресвитер с 20 августа 1629 по 7 апреля 1659.